# Olson (Rapper)
Olson (bürgerlich Oliver Groos; * 26. Januar 1987 in Neuss) ist ein deutscher Rapper, Sänger und Songwriter. Er war bis 2011 vor allem unter dem Künstlernamen Olson Rough bekannt. Für seine Songwritingtätigkeit verwendet er das Pseudonym Oliver Avalon.

## Biografie

### Jugend und Anfänge
Groos stammt aus Kaarst (Rhein-Kreis Neuss) und besuchte dort zuerst das Georg-Büchner-Gymnasium, von wo er auf eine örtliche Realschule wechselte. Während ihm der erfolgreiche Schulabschluss noch äußerst schwerfiel, schrieb er ein paar Jahre später in Düsseldorf das drittbeste Nachholabitur seines Jahrgangs.
Schon früh kam er im Gitarrenunterricht mit Musik in Kontakt, genoss es aber nicht. Zur Rapmusik kam er über den Wu-Tang-Clan und später über Kool Savas, der ihm erstmals deutschsprachigen Hip-Hop vermittelte. Er begann im Jugendalter, eigenen Hip-Hop zu machen, jedoch fehlten ihm finanzielle Mittel, Produktions- und Aufnahmemöglichkeiten, die seinen Ansprüchen genügten. Seine Beats bezog er vor allem kostenpflichtig von myspace-Künstlern. Später machte er mit einem Manager eines Logistik-Unternehmens Bekanntschaft und durfte nach Feierabend bei diesem in der Besenkammer aufnehmen.

### Entwicklung als Olson Rough
Er veröffentlichte 2008 mit 22 Jahren unter dem Pseudonym Olson Rough, das er sich bereits im Alter von 15 gegeben hatte, das zehn Lieder enthaltende Demoband Rudeboy. Dieses konnte man kostenlos im Internet herunterladen. Hierdurch wurde man erstmals ein wenig auf den Newcomer aufmerksam und es resultierten Downloadzahlen im oberen fünfstelligen Bereich.
Nach einem angefangenen BWL-Studium 2011 nahm ihn der Rapper Vega in sein neugegründetes Label Freunde von Niemand auf, doch Olson entschied sich schon im August des gleichen Jahres für den Ausstieg. Als Gründe nannte er unter anderem, dass er sich musikalisch von den anderen sehr stark unterscheide. Zugunsten des nur kurz darauf unter Vertrag genommenen Timeless sagte Olson ein Konzert auf einer labeleigenen Tour ab, damit Timeless an seiner Stelle auftreten konnte. Fans, die ihre Tour-Karten nur gekauft hatten, um den ausgestiegenen Rapper zu sehen, bekamen ein zehntägiges Recht auf Rückerstattung des Ticketpreises. Im Herbst gab er bekannt, dass er ab sofort auf den Namenszusatz Rough (zu deutsch: Rau) verzichten möchte, denn er harmoniere nicht mit seinem Musikstil. Er äußerte sich dazu folgendermaßen: „Ich finde es mittlerweile etwas albern, weil ich einfach kein unfassbar rougher Typ bin.“ Den Namen Olson habe man ihm schon im Jugendalter gegeben. Ungefähr gleichzeitig veröffentlichte er die EP 40213 in Zusammenarbeit mit Hiphop.de, die die Stücke zum kostenlosen Download anboten.
Erste größere Bühnenerfahrungen sammelte Olson auf dem Splash! und bei Auftritten im Vorprogramm von Rappern wie Casper und Prinz Pi, zu denen er gute Beziehungen pflegt.

### Umzug und Debütalbum

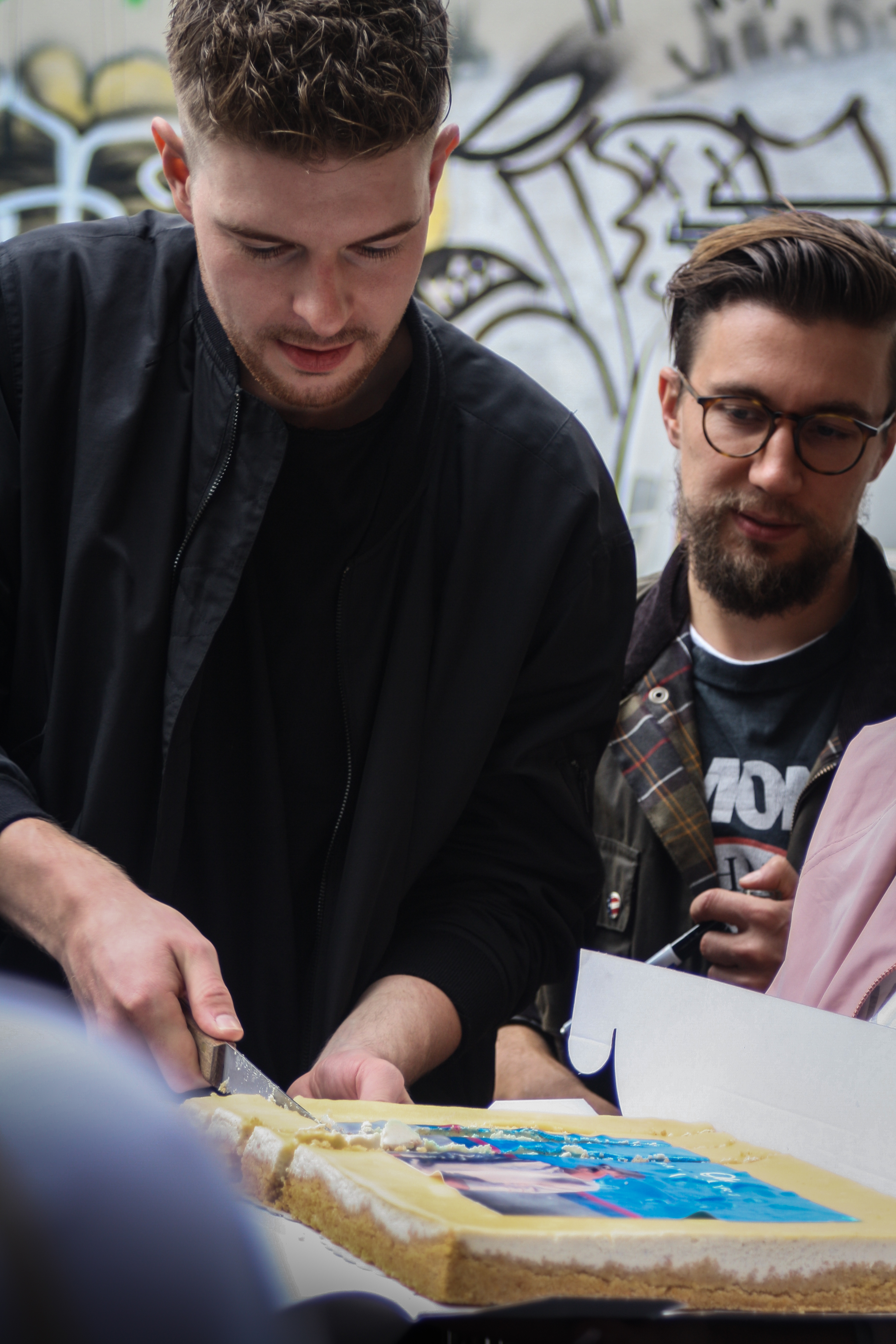
Olson (links) und Prinz Pi (rechts) bei der Veröffentlichungsfeier von Ballonherz

Nach seinem Umzug nach Berlin begann er im Frühjahr 2012 mit den Schreibarbeiten an seinem Debütalbum. Er lernte – noch bevor er einen Plattenvertrag für sein neues Album ausgehandelt hatte – den Produzenten Philip Böllhoff von den Beatgees kennen, der das komplette Album über mit Olson zusammenarbeitete, obwohl dieser gänzlich mittellos war. Am 29. August 2014 erschien schließlich Ballonherz, das eine komplett autobiographische Geschichte erzählt, über das Major-Label Universal Music. Im Anschluss an das Release ging Olson auf Tour durch den deutschsprachigen Raum und trat auf diversen Festivals auf. Zu sehen war er in diesem Jahr auch noch auf dem Cover des Hip-Hop-Magazins Juice, was von einem Teil der Leserschaft negativ aufgenommen wurde, da sich seine Musik nicht ausschließlich auf Rap spezialisiert.

### Die Zeit nachBallonherz
Am 28. August 2015 gab er über Facebook Arbeiten an einem neuen Album bekannt. Um weitere Bühnenerfahrungen zu sammeln, trat er im darauffolgenden Jahr außerdem – neben einer Großzahl weiterer Musikveranstaltungen – auf den beiden Schwesterfestivals Rock am Ring und Rock im Park auf.
Drei Jahre später – am 24. August 2018 – erschien mit Oh… Wow Olsons zweites Studioalbum, das Platz 27 in den deutschen Albumcharts belegen konnte und sich dort eine Woche hielt. Die Veröffentlichung verzichtet auf Gastbeiträge von anderen Künstlern, was von Fachzeitschriften überwiegend positiv aufgenommen wurde. Als Produzenten traten unter anderem DJ Stickle, Max Mostley und Miksu in Erscheinung.
Sein drittes Studioalbum OG Playlist veröffentlichte Olson am 29. Mai 2020 über Sony Music. Es enthält einige ursprünglich für das Vorgängeralbum konzipierte, aber schlussendlich verworfene Lieder, die neu aufgenommen und produziert wurden. Zuvor erschienen bereits die Singleauskopplungen No Diggity (Freestyle), ISSO, 10 Km/h, Träume und Bleib OG.
Im Dezember 2021 machte er über Instagram sein Songwriting-Pseudonym Oliver Avalon bekannt. Ab September 2022 stellte er außerdem über TikTok in der Videoreihe Songwriting Secrets Hintergründe zu von ihm als Oliver Avalon mitverfassten Liedern vor. Einen Monat später zeigte er eine an ihn als Oliver Avalon für das 2021 veröffentlichte Lied Auf & ab von Montez verliehene Platin-Schallplatte. Darüber hinaus war er unter anderem an den Chartsongs Musik sein von Wincent Weiss, Alles war schön und nichts tat weh von Casper und Spotlight von Monet192 feat. Lune beteiligt.

## Stil

### Olson Rough
Olson Rough kennzeichnet vor allem ein Hang zu hartem Straßen-Rap, der seine eigenen Geschichten erzählt (vgl. „Storytelling“). Zu seinen Anfängen als Hip-Hop-Künstler wollte Groos eigenen Aussagen zufolge wild, aggressiv und aufwieglerisch sein, was sich in seiner damaligen Musik deutlich widerspiegelt.

### Olson
Der Stil von Olson wird besonders durch eine Mischung romantisch-melancholischer Rap- und Popmusik bestimmt (Pop-Rap). Er selbst beschreibt seinen Stil mittlerweile als „Drill influenced RnB Rap with a chance of jersey club rap“. Der Großteil seiner Lieder wird vor allem mit Gesangs-Hooks und mit besonders „cleanen“ Produktionen und Beatgerüsten in Verbindung gebracht. Dabei werden des Öfteren Effekte wie Auto-Tune und Echo verwendet, besonders in Passagen mit viel Stimmeinsatz und Gesang. Sein Äußeres ähnelt dabei stark seinem Idol James Dean, beinhaltet aber gleichzeitig viele Elemente des verhältnismäßig neumodischen Hipster-Trends.
Eine seiner größten Stärken ist ihm zufolge sein „Identifikationspotenzial“:

„Meine Musik fängt das Gefühl einer ganzen Generation ein. Ich glaube, dass ich alle Leute zwischen 14 und 25 anspreche, sowohl pubertierende Kids in einer rebellischen Phase, als auch Abiturienten und Studenten, bei denen es nicht so gut läuft und die gerne mal einen trinken gehen.“

## Engagement
Olson spendete Anfang September 2015 im Rahmen des lokalen Stadtfestes Kaarst Total nach einem Auftritt in der Innenstadt einen Teil seiner Gage für den Kaarster Arbeitskreis Asyl, der von den gesammelten Spenden Einkaufsgutscheine für Supermärkte etc. erwarb und anschließend an bedürftige Flüchtlinge weitergab.

## Diskografie

### Alben
- 2014: Ballonherz
- 2018: Oh… Wow
- 2020: OG Playlist

### EPs
- 2011: 40213 (kostenlos)
- 2014: Keine Liebe (Juice-Exclusive-EP mit Prinz Pi & eRRdeKa)

### Mixtapes
- 2006: Licht in eure Dunkelheit (kostenlos)[27]
- 2008: Rudeboy (kostenlos)
- 2009: Lost Songs (kostenlos)

### Singles
- 2014: James Dean
- 2014: Mein kleines Hollywood
- 2017: Lieblingssongs (mit Lary)
- 2018: Apollo
- 2018: High
- 2018: LMD
- 2018: Passwort
- 2019: KSM
- 2019: OMG
- 2019: Altstadt
- 2019: LA Lights
- 2019: Zenkichi
- 2019: No Diggity (Freestyle)
- 2020: ISSO
- 2020: 10 Km/h
- 2020: Träume
- 2020: Bleib OG
- 2021: Steppe durch die Street (mit Timo Junior)
- 2022: Jalousie
- 2022: Haifisch
- 2022: 112
- 2023: Über Nacht

### Autorenbeteiligungen
Olson als Autor in den Charts

| Jahr | Titel Interpretation                          | Höchstplatzierung, Gesamtwochen, AuszeichnungChartplatzierungen (Jahr, Titel, Interpretation, Platzierungen, Wochen, Auszeichnungen, Anmerkungen) | Höchstplatzierung, Gesamtwochen, AuszeichnungChartplatzierungen (Jahr, Titel, Interpretation, Platzierungen, Wochen, Auszeichnungen, Anmerkungen) | Höchstplatzierung, Gesamtwochen, AuszeichnungChartplatzierungen (Jahr, Titel, Interpretation, Platzierungen, Wochen, Auszeichnungen, Anmerkungen) | Anmerkungen                                                        |
| Jahr | Titel Interpretation                          | DE | AT | CH | Anmerkungen                                                        |
| --- | --------------------------------------------- | --- | --- | --- | ------------------------------------------------------------------ |
| 2016 | Musik sein Wincent Weiss                      | DE27 Platin · (30 Wo.)DE | AT8 Gold · (15 Wo.)AT | CH10 (22 Wo.)CH | Erstveröffentlichung: 11. April 2016 Verkäufe: + 415.000           |
| 2020 | Katsching Knossi & Die Atzen                  | DE89 (1 Wo.)DE | — | — | Erstveröffentlichung: 12. Juni 2020                                |
| 2020 | Million Dollar A$$ Katja Krasavice feat. Fler | DE3 (3 Wo.)DE | AT39 (1 Wo.)AT | CH73 (1 Wo.)CH | Erstveröffentlichung: 23. Oktober 2020                             |
| 2021 | Highway Katja Krasavice feat. Elif            | DE1 (8 Wo.)DE | AT18 (6 Wo.)AT | CH77 (1 Wo.)CH | Erstveröffentlichung: 8. Januar 2021                               |
| 2021 | Spotlight Monet192 feat. Lune                 | DE27 (2 Wo.)DE | AT75 (1 Wo.)AT | CH39 (1 Wo.)CH | Erstveröffentlichung: 8. Januar 2021                               |
| 2021 | Salty Monet192                                | DE71 (1 Wo.)DE | — | CH86 (1 Wo.)CH | Erstveröffentlichung: 29. Januar 2021                              |
| 2021 | Wohin Monet192                                | DE76 (1 Wo.)DE | — | CH83 (1 Wo.)CH | Erstveröffentlichung: 18. Februar 2021                             |
| 2021 | Immer wenn ich gehen will Montez feat. Elif   | DE73 (1 Wo.)DE | — | — | Erstveröffentlichung: 24. Juni 2021                                |
| 2021 | Auf & ab Montez                               | DE1 ×2Doppelplatin · (97 Wo.)DE | AT4 Platin · (61 Wo.)AT | CH9 Platin · (29 Wo.)CH | Erstveröffentlichung: 30. Juli 2021 Verkäufe: + 850.000            |
| 2021 | Alles war schön und nichts tat weh Casper     | DE26 (1 Wo.)DE | — | — | Erstveröffentlichung: 13. September 2021                           |
| 2021 | Mond Montez feat. Badmómzjay                  | DE10 (7 Wo.)DE | AT30 (3 Wo.)AT | CH55 (1 Wo.)CH | Erstveröffentlichung: 30. September 2021                           |
| 2021 | TNT Casper feat. Tua                          | DE62 (2 Wo.)DE | — | — | Erstveröffentlichung: 29. Oktober 2021                             |
| 2021 | Rubinroter Wein ART                           | DE27 (7 Wo.)DE | AT73 (1 Wo.)AT | — | Erstveröffentlichung: 17. Dezember 2021                            |
| 2022 | Fabian Casper                                 | DE33 (1 Wo.)DE | — | — | Erstveröffentlichung: 18. Februar 2022                             |
| 2022 | Champions Club Monet192                       | DE38 (2 Wo.)DE | — | CH72 (1 Wo.)CH | Erstveröffentlichung: 7. April 2022                                |
| 2022 | Mond Clueso feat. Elif                        | DE58 (1 Wo.)DE | — | — | Erstveröffentlichung: 21. April 2022                               |
| 2022 | Wenn ich du wäre Montez                       | DE33 (3 Wo.)DE | — | — | Erstveröffentlichung: 23. Juni 2022                                |
| 2022 | Keine Antwort Montez                          | DE47 (2 Wo.)DE | — | — | Erstveröffentlichung: 11. August 2022                              |
| 2022 | Weinst du Montez                              | DE29 (4 Wo.)DE | — | — | Erstveröffentlichung: 20. Oktober 2022 Original: Echt              |
| 2023 | Auf die Party Badmómzjay feat. Domiziana      | DE5 (18 Wo.)DE | AT16 (5 Wo.)AT | CH77 (1 Wo.)CH | Erstveröffentlichung: 9. März 2023                                 |
| 2023 | Komm mit Badmómzjay                           | DE51 (1 Wo.)DE | — | — | Erstveröffentlichung: 26. Oktober 2023                             |
| 2024 | Ufos Montez                                   | DE54 (2 Wo.)DE | — | — | Erstveröffentlichung: 13. Juni 2024                                |
| 2024 | Erste / letzte Montez                         | DE87 (1 Wo.)DE | — | — | Erstveröffentlichung: 18. Juli 2024                                |
| Folgende Lieder erschienen nicht als Single, wurden aber durch das Album zum Download und Streaming bereitgestellt und konnten somit eine Platzierung erlangen: |                                               | | | |                                                                    |
| |                                               | | | |                                                                    |
| 2022 | Onlyfans Katja Krasavice                      | DE2 (6 Wo.)DE | AT16 (5 Wo.)AT | — | Videoauskopplung: 11. Februar 2022 Charteinstieg: 18. Februar 2022 |